# Seitasaari (ö i Lappland, Norra Lappland, lat 67,36, long 26,82)
Seitasaari är en ö i Finland. Den ligger i sjön Orajärvi och i kommunen Sodankylä i den ekonomiska regionen Norra Lappland och landskapet Lappland, i den norra delen av landet, 800 km norr om huvudstaden Helsingfors. Öns area är 11,8 hektar och dess största längd är 0,7 kilometer i öst-västlig riktning.